# Liste der Einträge im National Register of Historic Places im Frio County
Die Liste der Registered Historic Places im Frio County führt alle Bauwerke und historischen Stätten im texanischen Frio County auf, die in das National Register of Historic Places aufgenommen wurden.

## Aktuelle Einträge
| Lfd. Nr. | Name im NRHP         | Bild | Datum der Eintragung | Adresse/Lage                | Ort      | NRHP-ID  | Beschreibung |
| -------- | -------------------- | ---- | -------------------- | --------------------------- | -------- | -------- | ------------ |
| 1        | Old Frio County Jail |      | 19. Nov. 1979        | E. Medina and S. Pecan Sts. | Pearsall | 79002941 |              |